# Grand Besançon Métropole
Pour les articles homonymes, voir GBM.
Grand Besançon Métropole (GBM) est une communauté urbaine française constituée autour de la ville de Besançon, préfecture du département du Doubs et siège du conseil régional de Bourgogne-Franche-Comté. Elle a le statut d'établissement public de coopération intercommunale (EPCI) à fiscalité propre.
Créée en 1993 sous la forme d'un district urbain grâce à la volonté de Robert Schwint, alors maire de Besançon, elle devient une communauté d'agglomération le 1er janvier 2001 sous le nom de Grand Besançon, puis une communauté urbaine le 1er juillet 2019.
Grand Besançon Métropole compte 67 communes pour 198 387 habitants en 2022, ce qui en fait l'intercommunalité la plus peuplée du Doubs et la deuxième de Bourgogne-Franche-Comté. Elle est gérée par un conseil communautaire de 128 membres délégués par les communes qui la composent. Elle dispose de compétences en matière de développement économique, d'aménagement du territoire, d'habitat, de politique de la ville et de gestion de certains services publics.

## Historique

### Les prémices de la coopération intercommunale
Au cours du conseil municipal du 17 février 1967, Jean Minjoz, maire de Besançon de 1953 à 1977, propose aux communes périphériques la création d’un district urbain afin de mutualiser la gestion de certaines compétences, notamment les transports, l'eau et la collecte des déchets.
Il faudra toutefois attendre plus d'un quart de siècle pour que soit officiellement créé le district de Besançon, révélateur des difficultés et des craintes que suscitait la mise en place d'une telle structure. Cette méfiance des communes s'explique en partie par la configuration de l'agglomération bisontine, caractérisée par une ville-centre d'environ 120 000 habitants, entourée de villages de quelques centaines à quelques milliers d'habitants, qui redoutaient une perte d'autonomie ainsi qu'une diminution de leurs ressources fiscales.
Dans les années 1980, l'idée progresse sous l'impulsion de Robert Schwint, maire de Besançon de 1977 à 2001, qui entreprend un dialogue avec les élus des communes périphériques pour tenter de les convaincre.
En 1990, un conseil des communes du Grand Besançon est institué. Composé d'une soixantaine de communes et présidé par Robert Schwint, il met en place plusieurs commissions thématiques portant sur l'économie, l'habitat, la communication, les transports, l'environnement, les loisirs, la culture ainsi que la formation et l'information. Cette instance amorce ainsi les premières formes de coopération intercommunale.
Le district de Besançon est finalement créé par arrêté préfectoral en date du 5 juillet 1993. Il compte alors 38 communes — certains villages du conseil des communes du Grand Besançon ayant refusé de rejoindre la nouvelle structure —, puis 41 ensuite. Robert Schwint en assure la présidence jusqu'à sa dissolution.

### La création de la communauté d'agglomération

Logo de la communauté d'agglomération du Grand Besançon (CAGB).

La communauté d'agglomération du Grand Besançon (CAGB) est officiellement créée par décret du 23 décembre 2000 en lieu et place du district, conformément à la loi relative au renforcement et à la simplification de la coopération intercommunale qui permet alors aux districts urbains de choisir la transformation en communautés de communes, en communautés d'agglomération ou communautés urbaines. Elle devient effective le 1er janvier 2001. Le Grand Besançon compte alors 57 communes et 170 000 habitants. Jean-Louis Fousseret, maire de Besançon, devient le premier président de la nouvelle structure intercommunale.
Le 1er janvier 2003, les communes de Champoux et de Noironte rejoignent la communauté d'agglomération, portant le nombre de communes à 59. Le nombre de communes passe à 56 après les fusions d'Auxon-Dessus et d'Auxon-Dessous le 1er janvier 2015, d'Osselle et de Routelle le 1er janvier 2016 puis de Vaire-Arcier et Vaire-le-Petit le 1er juin 2016.
À la suite de la nouvelle carte intercommunale issue de la loi portant nouvelle organisation territoriale de la République (loi NOTRe), 15 nouvelles communes rejoignent le Grand Besançon au 1er janvier 2017 : 6 parmi celles de la communauté de communes du val Saint-Vitois (Saint-Vit, Pouilley-Français, Velesmes-Essarts, Roset-Fluans, Byans-sur-Doubs et Villars-Saint-Georges) et 9 appartenant à la communauté de communes Dame Blanche et Bussière (Cussey-sur-l’Ognon, Geneuille, Chevroz, Devecey, Bonnay, Mérey-Vieilley, Vieilley, Palise et Venise). Par ailleurs, les communes de Chemaudin et Vaux-les-Prés ont fusionné à la même date pour constituer la commune nouvelle de Chemaudin et Vaux.
Le 1er janvier 2018 a vu la fusion de Marchaux avec Chaudefontaine pour constituer la commune nouvelle de Marchaux-Chaudefontaine.
Le 1er janvier 2019 a vu la fusion de Fontain avec Arguel pour constituer la commune nouvelle de Fontain.

### La transformation en communauté urbaine
Le Grand Besançon a engagé un processus pour devenir une communauté urbaine d'ici 2019. Le seuil pour devenir une communauté urbaine est fixé à 250 000 habitants et la CAGB n'en comptait alors que 192 816, mais la loi NOTRe a introduit un dispositif dérogatoire et temporaire : ce seuil ne s'applique pas lorsque l'établissement public de coopération intercommunale comprend une commune ayant perdu la qualité de chef-lieu de région, ce qui est le cas de Besançon, et ce jusqu'au 1er janvier 2020.
Le 29 juin 2018, les élus du Grand Besançon ont largement voté pour l’extension des compétences de l'agglomération,, condition sine qua non de sa transformation en communauté urbaine. Le choix du passage ou non en communauté urbaine est actuellement entre les mains des conseils municipaux des différentes communes composant la communauté d'agglomération, qui doivent délibérer à leur tour dans un délai de trois mois.
Par délibération du 28 février 2019, le conseil communautaire s'est prononcé favorablement sur la transformation de la communauté d’agglomération en communauté urbaine à compter du 1er juillet 2019 sous le nom de « Grand Besançon Métropole ».

### Évolution récente
Le 1er janvier 2025, Mamirolle fusionne avec la commune du Gratteris sous le statut de commune nouvelle et le nom de la première. Depuis cette date, Grand Besançon Métropole regroupe un total de 67 communes.

## Territoire communautaire

### Composition
Grand Besançon Métropole est composée des 67 communes suivantes :

| Nom                     | Code Insee | Gentilé                    | Superficie (km2) | Population (dernière pop. légale) | Densité (hab./km2) |
| ----------------------- | ---------- | -------------------------- | ---------------- | --------------------------------- | ------------------ |
| Besançon (siège)        | 25056      | Bisontins                  | 65,05            | 120 057 (2022)                    | 1 846              |
| Amagney                 | 25014      | Magnoulots                 | 13,13            | 937 (2022)                        | 71                 |
| Audeux                  | 25030      | Audelais                   | 1,75             | 422 (2022)                        | 241                |
| Les Auxons              | 25035      | Auxois                     | 9,16             | 2 522 (2022)                      | 275                |
| Avanne-Aveney           | 25036      | Avannais                   | 8,62             | 2 237 (2022)                      | 260                |
| Beure                   | 25058      | Beurots                    | 3,99             | 1 342 (2022)                      | 336                |
| Bonnay                  | 25073      | Bonnayens                  | 7,66             | 828 (2022)                        | 108                |
| Boussières              | 25084      | Boussiérois                | 5,58             | 1 200 (2022)                      | 215                |
| Braillans               | 25086      | Braillannais               | 1,95             | 205 (2022)                        | 105                |
| Busy                    | 25103      | Busyots                    | 5,2              | 675 (2022)                        | 130                |
| Byans-sur-Doubs         | 25105      | Byannais                   | 9,91             | 619 (2022)                        | 62                 |
| Chalèze                 | 25111      | Chaléziens                 | 5,68             | 375 (2022)                        | 66                 |
| Chalezeule              | 25112      | Chalezeulois               | 3,94             | 1 326 (2022)                      | 337                |
| Champagney              | 25115      | Champagnerots              | 3,01             | 271 (2022)                        | 90                 |
| Champoux                | 25117      | Champoursiens              | 2,98             | 90 (2022)                         | 30                 |
| Champvans-les-Moulins   | 25119      | Champvantiers              | 2,52             | 317 (2022)                        | 126                |
| Châtillon-le-Duc        | 25133      | Châtillonnais              | 6,26             | 2 025 (2022)                      | 323                |
| Chaucenne               | 25136      | Chaucennois                | 4,88             | 513 (2022)                        | 105                |
| Chemaudin et Vaux       | 25147      | Chemaudinois-Vauliers      | 12,44            | 2 114 (2022)                      | 170                |
| La Chevillotte          | 25152      | Chevillotains              | 7,68             | 143 (2022)                        | 19                 |
| Chevroz                 | 25153      | Chevrotins                 | 1,98             | 140 (2022)                        | 71                 |
| Cussey-sur-l'Ognon      | 25186      | Cusseylois                 | 7,55             | 1 049 (2022)                      | 139                |
| Dannemarie-sur-Crète    | 25195      |                            | 4,06             | 1 503 (2022)                      | 370                |
| Deluz                   | 25197      | Deluziens                  | 8,03             | 627 (2022)                        | 78                 |
| Devecey                 | 25200      | Develçois                  | 3,78             | 1 314 (2022)                      | 348                |
| École-Valentin          | 25212      | Écovaliens                 | 3,22             | 2 620 (2022)                      | 814                |
| Fontain                 | 25245      | Fontainois                 | 21,25            | 1 200 (2022)                      | 56                 |
| Franois                 | 25258      | Franoisiens                | 7,29             | 2 250 (2022)                      | 309                |
| Geneuille               | 25265      | Geneuillois                | 6,45             | 1 264 (2022)                      | 196                |
| Gennes                  | 25267      | Gennois                    | 7,18             | 676 (2022)                        | 94                 |
| Grandfontaine           | 25287      | Grandifontains             | 5,68             | 1 810 (2022)                      | 319                |
| Larnod                  | 25328      | Larnodiens                 | 4,05             | 784 (2022)                        | 194                |
| Mamirolle               | 25364      | Mamirollais                | 14,46            | 1 974 (2022)                      | 137                |
| Marchaux-Chaudefontaine | 25368      | Marchaliens-Caldifontains  | 16,39            | 1 429 (2022)                      | 87                 |
| Mazerolles-le-Salin     | 25371      | Mazerollais                | 4,2              | 220 (2022)                        | 52                 |
| Mérey-Vieilley          | 25376      |                            | 3,42             | 168 (2022)                        | 49                 |
| Miserey-Salines         | 25381      | Miseroulets                | 6,22             | 2 660 (2022)                      | 428                |
| Montfaucon              | 25395      | Montfauconais Falcomontais | 7,25             | 1 608 (2022)                      | 222                |
| Montferrand-le-Château  | 25397      | Montferrandais             | 7,48             | 2 191 (2022)                      | 293                |
| Morre                   | 25410      | Morriers                   | 5,27             | 1 321 (2022)                      | 251                |
| Nancray                 | 25418      | Nancréens                  | 16,48            | 1 300 (2022)                      | 79                 |
| Noironte                | 25427      | Noirontais                 | 6,73             | 401 (2022)                        | 60                 |
| Novillars               | 25429      | Novillarois                | 2,02             | 1 345 (2022)                      | 666                |
| Osselle-Routelle        | 25438      |                            | 10,74            | 956 (2022)                        | 89                 |
| Palise                  | 25444      | Palisiens                  | 2,09             | 145 (2022)                        | 69                 |
| Pelousey                | 25448      | Pelouséens                 | 6,18             | 1 588 (2022)                      | 257                |
| Pirey                   | 25454      | Piroulets                  | 6,67             | 2 179 (2022)                      | 327                |
| Pouilley-Français       | 25466      | Francs-Pouillais           | 6,08             | 824 (2022)                        | 136                |
| Pouilley-les-Vignes     | 25467      | Appuliens                  | 9,34             | 2 162 (2022)                      | 231                |
| Pugey                   | 25473      | Pugelots                   | 7,32             | 686 (2022)                        | 94                 |
| Rancenay                | 25477      | Rancenais                  | 3,66             | 421 (2022)                        | 115                |
| Roche-lez-Beaupré       | 25495      | Rochois                    | 5,63             | 2 185 (2022)                      | 388                |
| Roset-Fluans            | 25502      | Roselois                   | 8,28             | 578 (2022)                        | 70                 |
| Saint-Vit               | 25527      | Saint-Vitois               | 16,44            | 5 059 (2022)                      | 308                |
| Saône                   | 25532      | Saônois                    | 20,55            | 3 142 (2022)                      | 153                |
| Serre-les-Sapins        | 25542      | Serri-Sapinois             | 5,24             | 1 921 (2022)                      | 367                |
| Tallenay                | 25557      | Tallenaysiens              | 2,34             | 437 (2022)                        | 187                |
| Thise                   | 25560      | Thisiens                   | 8,93             | 2 990 (2022)                      | 335                |
| Thoraise                | 25561      | Thoraisiens                | 3,99             | 336 (2022)                        | 84                 |
| Torpes                  | 25564      | Torpésiens                 | 5,55             | 1 004 (2022)                      | 181                |
| Vaire                   | 25575      | Vairiers                   | 14,04            | 805 (2022)                        | 57                 |
| Velesmes-Essarts        | 25594      | Velesmois                  | 2,92             | 363 (2022)                        | 124                |
| Venise                  | 25598      | Véniziens                  | 6,18             | 518 (2022)                        | 84                 |
| La Vèze                 | 25611      | Véziers                    | 5,27             | 495 (2022)                        | 94                 |
| Vieilley                | 25612      | Vieilleys                  | 9,43             | 667 (2022)                        | 71                 |
| Villars-Saint-Georges   | 25616      |                            | 5,15             | 283 (2022)                        | 55                 |
| Vorges-les-Pins         | 25631      | Vorgiens                   | 4,76             | 571 (2022)                        | 120                |

### Géographie
Grand Besançon Métropole se situe dans la pointe nord-ouest du département du Doubs, à une soixantaine de kilomètres de la Suisse, presque exactement au milieu d'un segment Lyon - Strasbourg. Elle jouit d'une situation privilégiée sur l'axe Rhin-Rhône, à la confluence des grands flux européens. Elle couvre 528,6 km2, ce qui représente 10 % de la superficie du département du Doubs.
Ce territoire se caractérise par une macrocéphalie urbaine de la ville de Besançon qui, au-delà de la concentration des emplois, des commerces et des services, concentre 67 % des logements et 60 % de la population de la communauté urbaine. De même, l'urbanisation en dehors de Besançon est faible, la ville-centre n'étant entourée que de villages et de bourgs dont la population s'élève à quelques centaines voire quelques milliers d'habitants pour les plus importants.
Le climat y est de type semi-continental, ce qui permet toutefois à Grand Besançon Métropole de bénéficier d'un bon ensoleillement de 1 836 heures par an, variant de 55 heures en décembre à 246 heures en aout.

### Transports

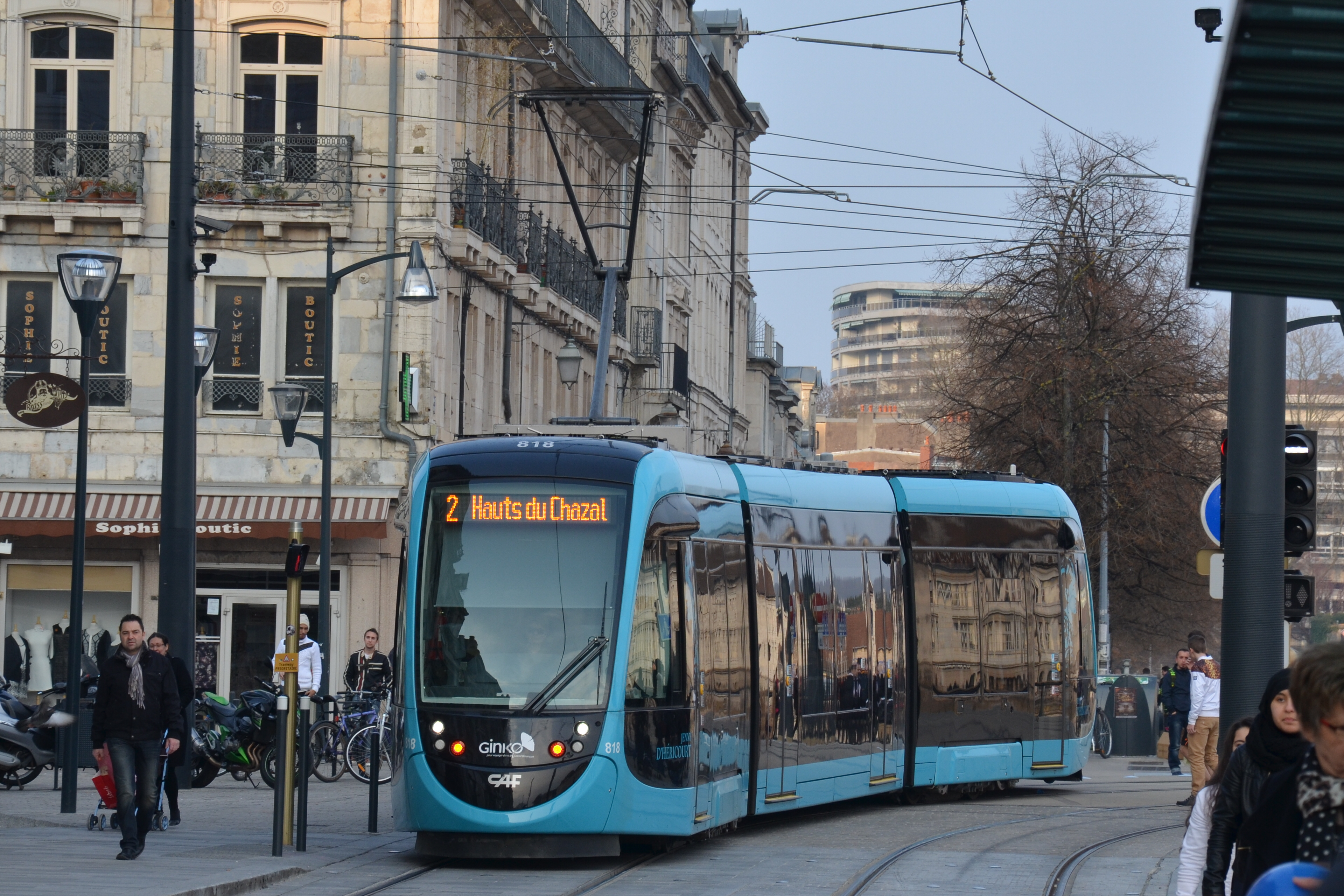
Une rame de la ligne 2 du tramway de Besançon, près de la station Battant.

La communauté urbaine, en tant qu'autorité organisatrice de la mobilité, a mis en place en septembre 2002 un réseau de transport en commun baptisé Ginko. Il dessert les 67 communes de Grand Besançon Métropole à l'aide d'un réseau composé de deux lignes de tramways, 58 lignes de bus régulières et d'un service de transport à la demande. Son exploitation est assurée depuis le 1er janvier 2018 par le groupe Keolis, par l'intermédiaire de sa filiale Besançon Mobilités. Le contrat liant la société Besançon Mobilités à la communauté urbaine, d'une durée de sept ans, prend fin le 31 décembre 2024.
Grand Besançon Métropole compte par ailleurs 16 gares, dont deux gares TGV : Besançon Franche-Comté TGV et Besançon-Viotte. La mise en service de la LGV Rhin-Rhône en 2011 a permis de raccourcir significativement les temps de parcours vers Paris (2 h), Lyon (2 h) et surtout Strasbourg (1 h 40 min). Par l'intermédiaire de cette ligne, l'agglomération bénéficie aussi de connexions directes internationales avec Bâle, Francfort-sur-le-Main, Fribourg-en-Brisgau, Luxembourg et Mannheim.
L'autoroute A36, qui passe au nord de l'agglomération, est l'axe principal reliant Grand Besançon Métropole aux autres villes françaises et étrangères. Deux routes nationales, la RN 57 reliant Metz, Nancy, Épinal et Vesoul à la frontière suisse et la RN 83 Lyon - Strasbourg constituent les deux autres axes principaux.
L'aéroport régional de Dole-Jura, directement accessible par l'autoroute A36, est situé à environ 50 km au sud-ouest de Besançon. Les autres aéroports les plus proches sont ceux de Bâle-Mulhouse-Fribourg, Genève et Lyon-Saint-Exupéry. Grand Besançon Métropole dispose aussi d'un aéroport d'affaires sur la commune de la Vèze, avec un service d'avion-taxi desservant toute l'Europe.

## Administration

### Siège

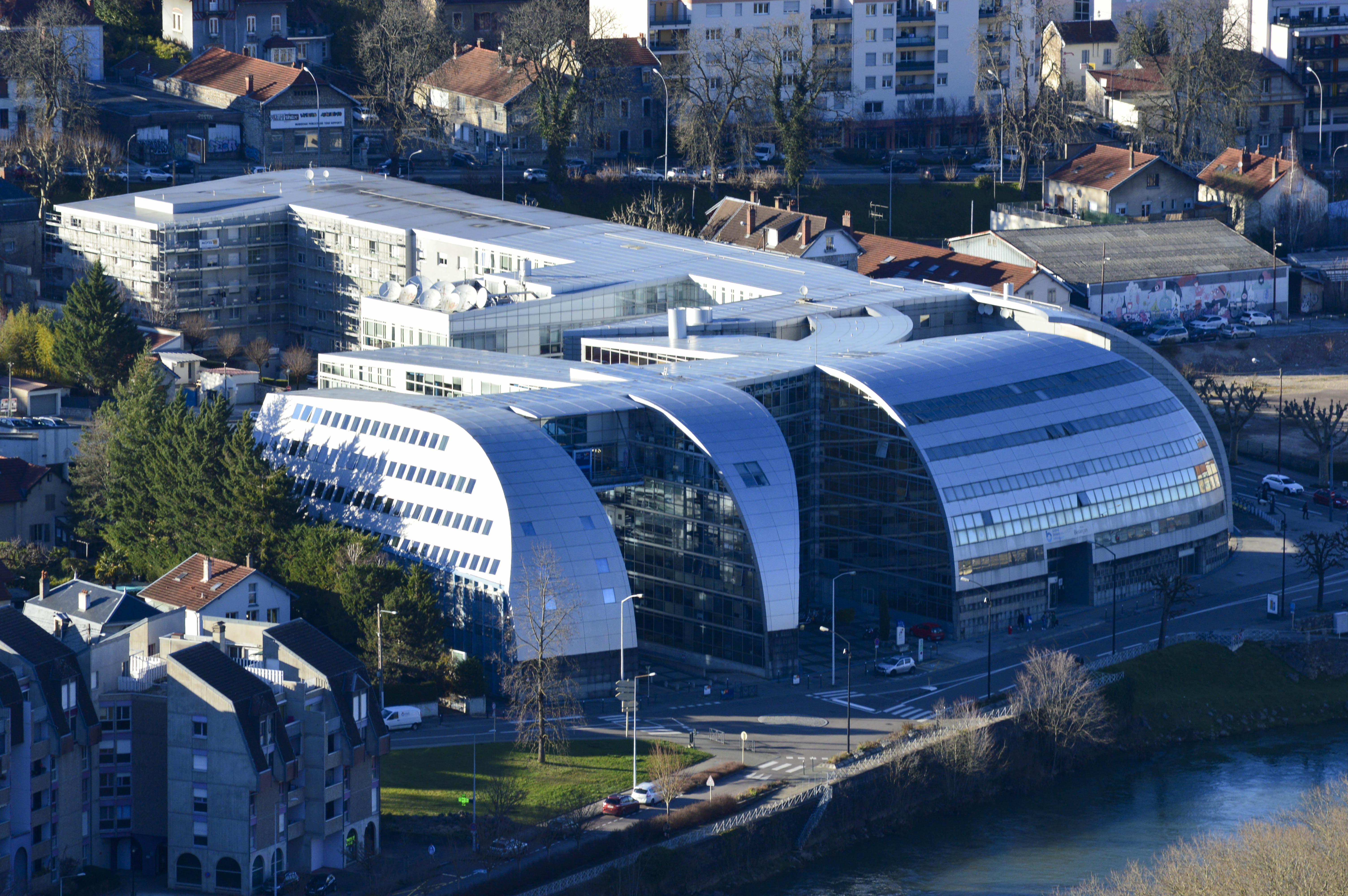
Le centre d'affaires de la City, siège de Grand Besançon Métropole.

Le siège de la communauté urbaine est situé au 4 rue Gabriel-Plançon à Besançon, dans le centre d'affaires de la City.

### Les élus
La communauté urbaine est gérée par un conseil communautaire composé de 123 membres représentant chacune des communes membres et élus pour une durée de six ans.
Les sièges sont répartis entre les communes de la façon suivante :
| Nombre de conseillers | Communes               |
| --------------------- | ---------------------- |
| 55                    | Besançon               |
| 2                     | Mamirolle, Saint-Vit   |
| 1 (+1 suppléant)      | les 64 autres communes |

### Présidence
| Nom | Nom                  | Parti | Début           | Fin             | Fonctions                       |
| --- | -------------------- | ----- | --------------- | --------------- | ------------------------------- |
|     | Jean-Louis Fousseret | LREM  | 2001            | 16 juillet 2020 | Maire de Besançon (2001-2020)   |
|     | Anne Vignot          | LE    | 16 juillet 2020 | En fonction     | Maire de Besançon (depuis 2020) |

Le 16 juillet 2020, le conseil communautaire a élu sa présidente Anne Vignot, maire de Besançon, et désigné ses 15 vice-présidents,. Ils forment ensemble l'exécutif de la communauté urbaine pour le mandat 2020-2026.
|                     | Nom | Nom                     | Parti | Commune                           | Délégation |
| ------------------- | --- | ----------------------- | ----- | --------------------------------- | --- |
| Présidente          |     | Anne Vignot             | LE    | Besançon (maire)                  | |
| 1er vice-président  |     | Gabriel Baulieu         | DVD   | Serre-les-Sapins (maire)          | Finances, ressources humaines et communication                                                                                   |
| 2e vice-président   |     | Nicolas Bodin           | PS    | Besançon (conseiller municipal)   | Économie, emploi, insertion, relance, innovation et transition                                                                   |
| 3e vice-président   |     | Pascal Routhier         | DVD   | Saint-Vit (maire)                 | Habitat |
| 4e vice-présidente  |     | Lorine Gagliolo         | DVÉ   | Besançon (conseillère municipale) | Développement durable et transition énergétique                                                                                  |
| 5e vice-président   |     | Yves Guyen              | LR    | École-Valentin (maire)            | Voirie, infrastructures et réseaux opérationnels                                                                                 |
| 6e vice-présidente  |     | Marie Zehaf             | PS    | Besançon (conseillère municipale) | Transports, mobilités, stationnement                                                                                             |
| 7e vice-président   |     | Daniel Huot             | DVG   | Mamirolle (maire)                 | Gestion des déchets |
| 8e vice-président   |     | Aurélien Laroppe        | DVÉ   | Besançon (conseiller municipal)   | Plan local d'urbanisme intercommunal, urbanisme opérationnel                                                                     |
| 9e vice-président   |     | Benoît Vuillemin        | SE    | Saône (maire)                     | Attractivité et rayonnement, commerce, artisanat, tourisme, enseignement supérieur                                               |
| 10e vice-présidente |     | Marie Étévenard         | DVÉ   | Besançon (conseillère municipale) | Politique de la ville, rénovation urbaine et accompagnement social                                                               |
| 11e vice-présidente |     | Catherine Barthelet     | RE    | Pelousey (maire)                  | Charge des projets de territoire, planification, prospective et coopérations                                                     |
| 12e vice-président  |     | Christophe Lime         | PCF   | Besançon (conseiller municipal)   | Gestion de l'eau potable et des eaux pluviales, impact des eaux usées                                                            |
| 13e vice-présidente |     | Michel Jassey           | DVG   | Devecey (maire)                   | Culture, grande bibliothèque, sports, équipements sportifs                                                                       |
| 14e vice-président  |     | Jean-Paul Michaud       | SE    | Thoraise (maire)                  | Aménagement du territoire et schéma de cohérence territoriale                                                                    |
| 15e vice-président  |     | Christian Magnin-Feysot | DVD   | Chalezeule (maire)                | Déploiement du contrat local de santé sur le territoire, centre hospitalier universitaire, accessibilité, relations avec l'Audab |

### Compétences
Grand Besançon Métropole exerce de plein droit, en lieu et place des communes, sept compétences obligatoires imposées par l'article L. 5215-20 du Code général des collectivités territoriales aux communautés urbaines :
- le développement économique (gestion des zones d'activité ; soutien aux activités commerciales ; promotion du tourisme) ;
- l'aménagement de l'espace communautaire (schéma de cohérence territoriale ; plan local d'urbanisme ; transports, création, aménagement et entretien de voirie ; signalisation ; parcs et aires de stationnement ; plan de déplacements urbains) ;
- l'équilibre social de l'habitat (programme local de l'habitat, actions et aides financières en faveur du logement social) ;
- la politique de la ville ;
- la gestion des milieux aquatiques et prévention des inondations (GEMAPI) ;
- l'accueil des gens du voyage ;
- la gestion des déchets.

Les communautés urbaines doivent en outre exercer, en lieu et place des communes, au moins trois compétences parmi sept autres proposées. Grand Besançon Métropole a ainsi choisi d'exercer les compétences suivantes : création ou aménagement et entretien de voirie d'intérêt communautaire ; protection et mise en valeur de l'environnement et du cadre de vie ; construction, aménagement, entretien et gestion d'équipements culturels et sportifs d'intérêt communautaire.
Grand Besançon Métropole exerce également 12 autres compétences dites « facultatives » qui lui ont été déléguées par ses communes membres, dont la gestion du service de secours et de lutte contre l'incendie, les itinéraires cyclables et circuits pédestres, l'action culturelle et sportive, les actions de sensibilisation à l'environnement ou l'organisation de manifestations touristiques.

### Régime fiscal et budget
Grand Besançon Métropole est un établissement public de coopération intercommunale à fiscalité propre. Elle est soumise au régime de la fiscalité professionnelle unique, conformément à l'article 1609 nonies C du Code général des impôts.
Dans le cadre de la fiscalité professionnelle unique, Grand Besançon Métropole se substitue à ses communes membres pour l'application des dispositions relatives à l'ensemble de la fiscalité professionnelle : elle perçoit ainsi la contribution économique territoriale (CET), composée de la cotisation foncière des entreprises (CFE) et de la cotisation sur la valeur ajoutée des entreprises (CVAE), une partie des impositions forfaitaires sur les entreprises de réseaux (IFER) et la taxe sur les surfaces commerciales (TASCOM),.
Elle vote également des taux additionnels sur la taxe d'habitation (TH), la taxe foncière sur les propriétés bâties (TFPB) et la taxe foncière sur les propriétés non bâties (TFPNB) perçues par les communes.
Le budget global de Grand Besançon Métropole pour 2018 s'élève à 267,2 millions d'euros et à 247,4 millions d'euros hors subventions aux budgets annexes, dont 151,1 millions d'euros de recettes fiscales, 50,1 millions d'euros de subventions, 26,1 millions d'euros de dotations de l'État, 12,9 millions d'euros d'emprunt et 9,3 millions d'euros de compensations reçues.

## Population et société

### Démographie
En 2022, Grand Besançon Métropole comptait 198 387 habitants, en augmentation de 2,69 % par rapport à 2016 (Doubs : +1,88 %, France hors Mayotte : +2,11 %).
| 1968    | 1975    | 1982    | 1990    | 1999    | 2010    | 2016    | 2022    |
| ------- | ------- | ------- | ------- | ------- | ------- | ------- | ------- |
| 140 997 | 160 107 | 162 384 | 171 606 | 181 898 | 189 980 | 193 187 | 198 387 |

Avec près de 200 000 habitants, Grand Besançon Métropole est la première intercommunalité du département du Doubs devant Pays de Montbéliard Agglomération, et la deuxième de la région Bourgogne-Franche-Comté derrière Dijon Métropole. La croissance de la population est relativement soutenue depuis 1968 et a tendance à augmenter ces dernières années, le taux de croissance annuel moyen de la population passant de 0,3 % entre 2010 et 2015 à 0,4 % entre 2015 et 2021, ce qui est supérieur à la moyenne nationale (0,3 %).
60 % des habitants de Grand Besançon Métropole vivent dans la ville de Besançon. La population de la ville-centre reste stable depuis les années 1970 autour de 120 000 habitants, tandis qu'elle augmente dans les autres communes de la communauté urbaine, en raison d’un phénomène de périurbanisation.
Comme toutes les agglomérations de taille comparable qui comptent une université, Grand Besançon Métropole est marquée par une proportion importante de jeunes de 15 à 29 ans (23,3 %). Cette part est encore plus importante à Besançon, la ville universitaire (28,9 %). Comme au niveau national, la part des 65 ans ou plus augmente, bien que le territoire reste en moyenne plus jeune que les agglomérations de même taille.
On comptait 97 183 ménages en 2021, composés en moyenne de 2 personnes (une taille qui tend à rétrécir).

### Logement

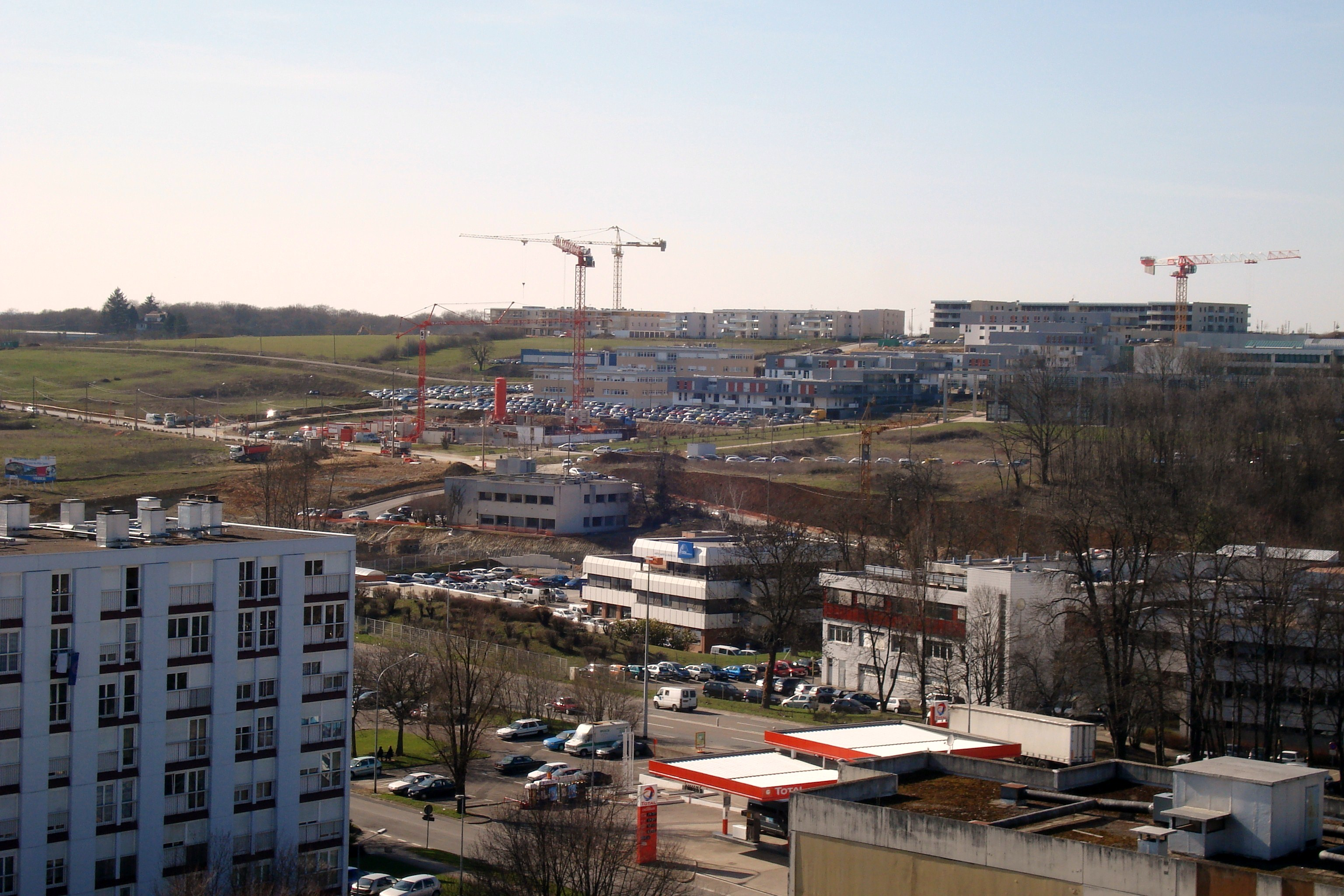
Les Hauts-du-Chazal à Besançon, un quartier en plein développement qui doit accueillir 1200 logements d'ici 2022.

Grand Besançon Métropole comptait en 2020 un total de 106 725 logements dont 89,3 % étaient des résidences principales, 2,1 % des résidences secondaires et logements occasionnels et 8,6 % des logements vacants. On trouve une majorité d'appartements qui représentent 65,2 % de l’ensemble du parc de logements tandis que la part des maisons s’élève à 33,8 % en 2020.
Après une année historiquement basse en nombre de logements autorisés en 2015 avec 647 logements, soit moitié moins que les années précédentes, 2016 a vu la reprise des projets immobiliers avec 1 171 logements autorisés dans la communauté urbaine.
Le nombre de logements sociaux était de 18 835 en 2016, dont 91 % situés à Besançon. 5 231 demandes de logements sociaux étaient en attente dans la communauté urbaine.

### Situation sociale
S’élevant à 22 510 € par an en 2020, le revenu fiscal médian dans la communauté urbaine est légèrement supérieur à la moyenne régionale (22 110 €) et nationale (22 400 €). Il est aussi légèrement plus élevé que la moyenne des agglomérations de taille comparable. 14,8 % des personnes vivaient sous le seuil de pauvreté en 2020, un taux légèrement supérieur à la moyenne nationale (14,4 %).
Grand Besançon Métropole se distingue également par une plus faible disparité de revenus que dans les agglomérations de même taille, et les populations potentiellement fragiles sont proportionnellement moins présentes.
Le contraste est cependant important entre la ville de Besançon et les autres communes de la communauté urbaine. Compte tenu de la plus faible urbanisation du territoire en dehors de Besançon, la ville-centre regroupe des quartiers aux situations très diverses, et a logiquement un niveau de revenu médian inférieur à celui du reste de l'agglomération, où les revenus sont plus homogènes. Besançon présente également de plus grandes disparités de revenus entre les plus riches et les plus pauvres.

### Enseignement supérieur et recherche

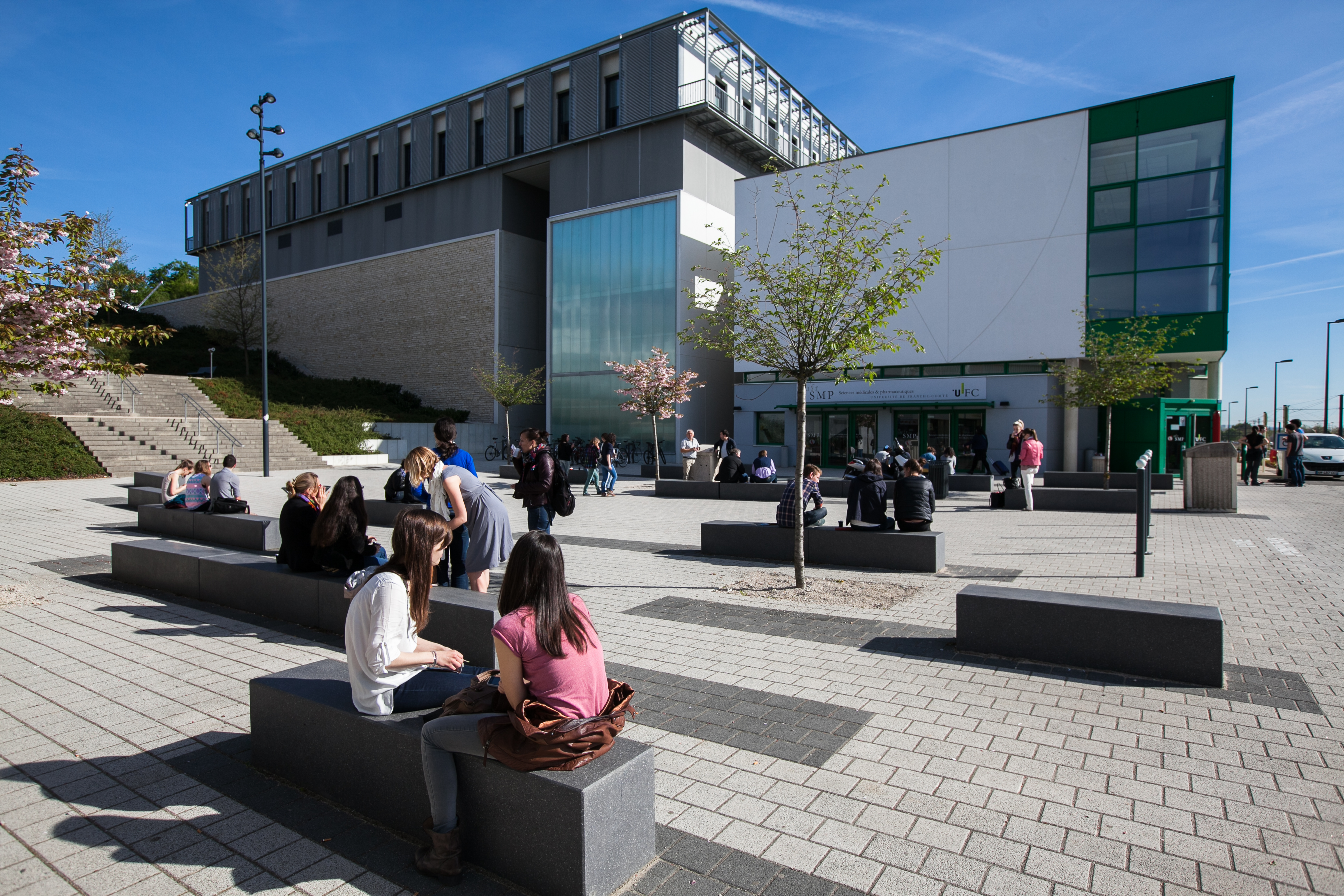
La faculté de médecine et de pharmacie (UFR Santé) de l'université Marie-et-Louis-Pasteur sur le campus des Hauts-du-Chazal.

Grand Besançon Métropole compte environ 30 000 étudiants, dont la majorité sont inscrits à l'université Marie-et-Louis-Pasteur (UMLP). Cette dernière, fondée à Dole en 1423 et transférée à Besançon en 1691, est répartie sur plusieurs campus : la Bouloie, le centre-ville et les Hauts-du-Chazal.
La communauté urbaine compte une école d'ingénieurs, l'École nationale supérieure de mécanique et des microtechniques (Supmicrotech). Plusieurs autres écoles y sont également implantées, dont l'Institut supérieur des beaux-arts de Besançon Franche-Comté (ISBA) et un campus de l'École nationale de l'innovation des laboratoires, de l'eau et de l'alimentation (ENILEA).
Le Crous Bourgogne-Franche-Comté a son siège à Besançon sur le campus de la Bouloie.
En termes de recherche, les laboratoires de Grand Besançon Métropole sont particulièrement reconnus dans les domaines des sciences de l'environnement et de la santé, des sciences de l'homme et de la société et des sciences pour l'ingénieur et sciences fondamentales. Les activités de recherche de l'université s'effectuent en lien étroit avec le CNRS, l'INSERM, l'EFS, le CEA et le centre hospitalier universitaire de Besançon.

### Culture

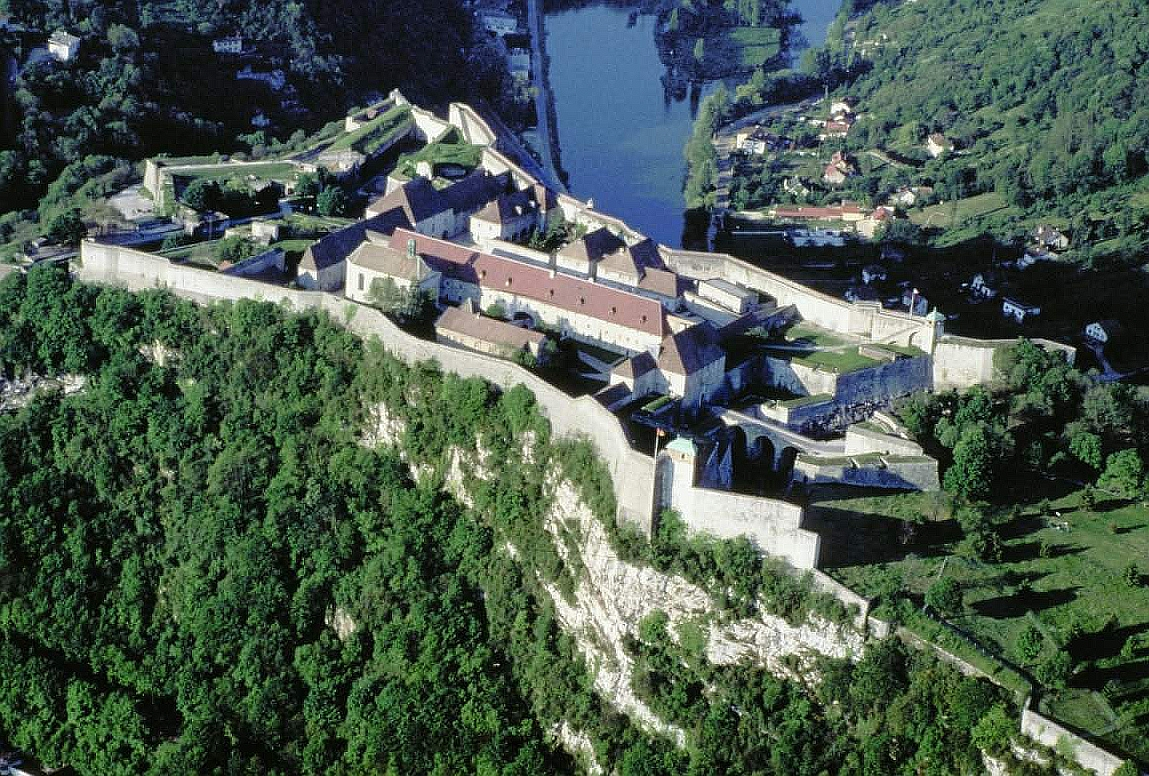
La citadelle de Besançon, vue du ciel.

La communauté urbaine accueille chaque année plusieurs festivals tels que le Festival international de musique de Besançon Franche-Comté, Jazz et musique improvisée en Franche-Comté, Livres dans la Boucle, Lumières d'Afrique et les festivals de musiques actuelles Détonation et GéNéRiQ.
La citadelle de Besançon, inscrite au patrimoine mondial de l'UNESCO, est le deuxième site touristique payant le plus visité de Bourgogne-Franche-Comté avec près de 300 000 visiteurs chaque année. En plus de son cadre historique architectural, elle abrite trois musées : le musée de la Résistance et de la Déportation, le Musée comtois et le Muséum, qui est à la fois un parc zoologique et un musée d'histoire naturelle. Le musée des Beaux-Arts et d'Archéologie de Besançon, récemment rénové, est le premier musée créé en France en 1694, près d'un siècle avant le Louvre. Les autres musées de Grand Besançon Métropole sont le musée du Temps et la maison natale de Victor Hugo à Besançon, le musée des Armées Lucien-Roy à Beure et le musée des Maisons comtoises à Nancray.

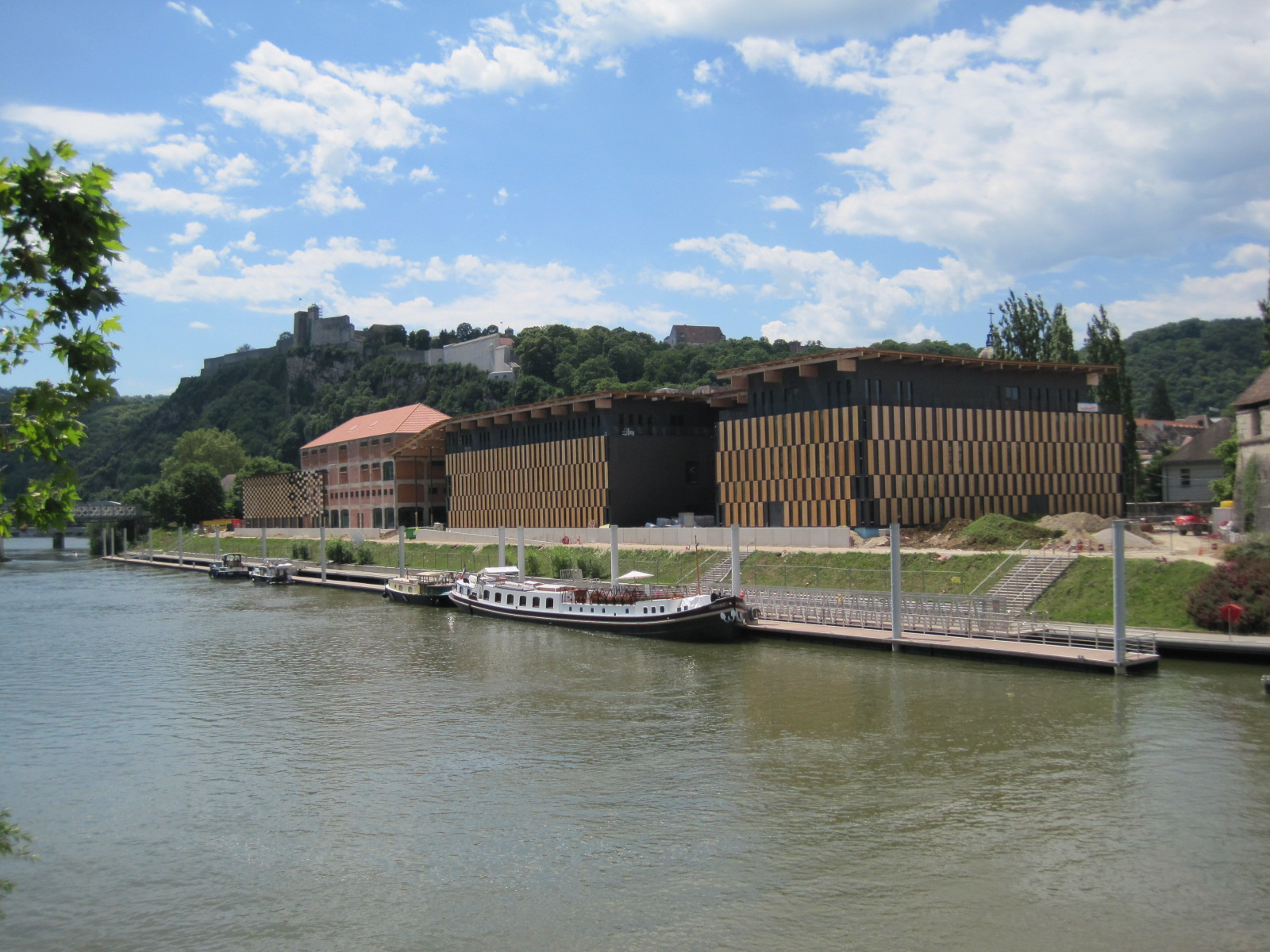
La Cité des Arts, au bord du Doubs.

En 2006, Grand Besançon Métropole, la Ville de Besançon et la Région Franche-Comté se sont associés pour financer la construction de la Cité des Arts, qui réunit dans un même ensemble le conservatoire à rayonnement régional de Besançon et le Frac Franche-Comté. Conçue par l'architecte japonais Kengo Kuma, elle est inaugurée le 5 avril 2013 par la ministre de la Culture Aurélie Filippetti.
Les principales salles de spectacle de la communauté urbaine sont Micropolis, le théâtre Ledoux, le Kursaal, la Rodia et le Nouveau Théâtre, toutes situées à Besançon.

### Sport

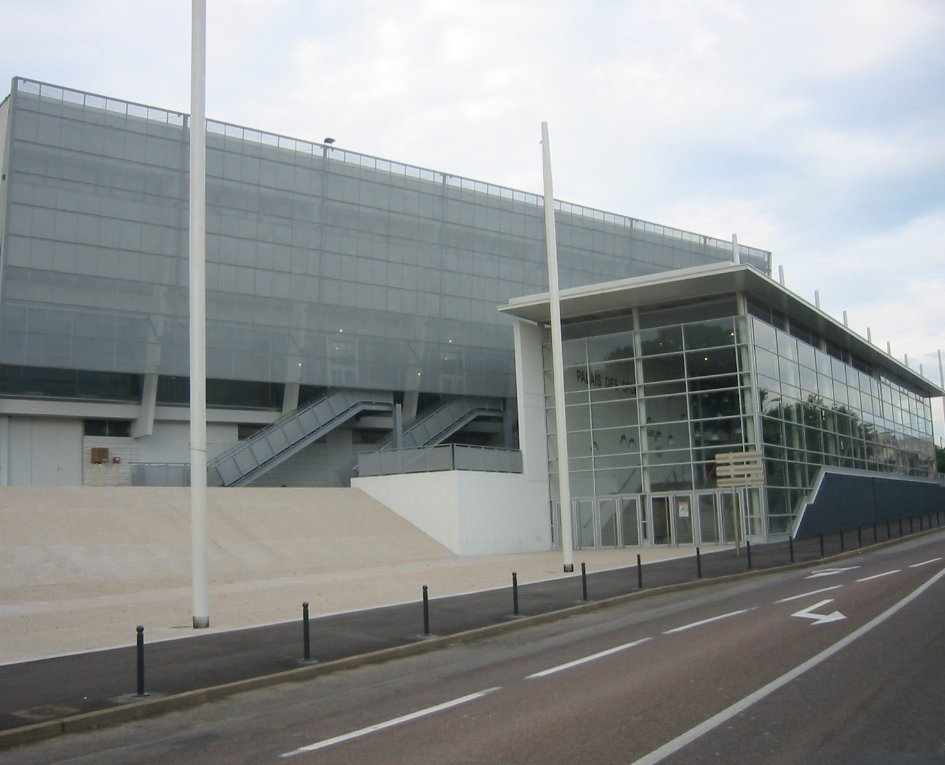
Le palais des sports Ghani-Yalouz, salle multisport située à Besançon.

Grand Besançon Métropole dispose d'un certain nombre de clubs professionnels et d'infrastructures sportives disséminés sur le territoire.
La communauté urbaine est représentée au niveau national notamment dans les disciplines du handball avec les clubs de l'Entente sportive bisontine féminin (ESBF) et du Grand Besançon Doubs Handball (GBDH), du football avec trois clubs (dont deux à Besançon) évoluant en National 3, le Racing Besançon (RB), le Besançon Football (BF) et l'Entente Roche-Novillars, ou encore du basketball avec le club du Besançon Avenir Comtois (BesAC).
Concernant les infrastructures, le stade Léo-Lagrange est la plus grande enceinte du territoire avec une capacité de 11 500 places. Le palais des sports Ghani-Yalouz accueille quant à lui les rencontres de handball et de basketball. Grand Besançon Métropole compte par ailleurs 16 gymnases, 12 stades, 9 complexes sportifs, deux piscines olympiques couvertes, deux piscines de plein air et une patinoire,,.

## Économie

### Tissu économique
|                          | Agriculture | Industrie | Construction | Commerce, transports, services divers | Administration publique, enseignement, santé, action sociale |
| ------------------------ | ----------- | --------- | ------------ | ------------------------------------- | ------------------------------------------------------------ |
| Grand Besançon Métropole | 0,6 %       | 11,9 %    | 4,3 %        | 41,8 %                                | 41,4 %                                                       |
| Bourgogne-Franche-Comté  | 4,3 %       | 16,8 %    | 6,5 %        | 38,8 %                                | 33,6 %                                                       |
| France métropolitaine    | 2,7 %       | 12,5 %    | 6,6 %        | 46,4 %                                | 31,8 %                                                       |

Avant la crise des années 1970 et 1980 qui provoque de nombreuses fermetures et délocalisations d'entreprises, l'économie de Besançon et sa région est principalement tournée vers le secteur industriel, en particulier l'horlogerie et le textile. Le secteur tertiaire est aujourd'hui, de loin, le principal secteur économique : 41,8 % des emplois relèvent du commerce, des transports ou des services et 41,4 % de l'administration publique, de l'enseignement, de la santé ou du social.
En 2016, le magazine L'Express a classé l'agglomération de Besançon à la première place au classement général des agglomérations de 100 000 à 200 000 habitants où il fait bon entreprendre, principalement grâce à la qualité des formations qui y sont proposées et son écosystème dynamique au service des entreprises.

#### Entreprises industrielles
Le tableau suivant recense les entreprises industrielles de plus de 100 salariés sur le territoire de Grand Besançon Métropole :
| Nom                                  | Effectif | Commune                 | Activité |
| ------------------------------------ | -------- | ----------------------- | --- |
| Flowbird - Urban Intelligence        | 468      | Besançon                | Fabrication d'instrumentation scientifique et technique (horodateurs) / Leader mondial des solutions de gestion de parkings |
| R. Bourgeois                         | 364      | Besançon                | Découpage, emboutissage / Leader mondial pour la production et fourniture de circuits magnétiques Rotor et Stator pour les industries du moteur électrique, des générateurs et des transformateurs.                                   |
| Amphenol FCI Besançon                | 323      | Besançon                | Fabricant de composants électroniques actifs / Connecteurs pour circuits imprimés utilisés dans l’industrie, l’instrumentation, les véhicules motorisés et les télécommunications.                                                    |
| Zodiac Aero Electric                 | 264      | Besançon                | Fabrication de matériel de distribution et de matériel électrique / Fabrication de composants électriques, solutions pour cockpit, éclairages extérieurs, systèmes d'essuie-glace et masques à oxygène pour l'industrie aéronautique. |
| Grupo Antolin Besançon               | 189      | Besançon                | Fabrication d'appareils d'éclairage / Systèmes d'éclairage pour les constructeurs et équipementiers automobiles. |
| Metalis                              | 185      | Marchaux-Chaudefontaine | Découpage, emboutissage / Ressorts plats, découpage de pièces à partir de métaux laminés pour l'électrotechnique et l'automobile. |
| Cheval Frères                        | 165      | École-Valentin          | Horlogerie |
| Auge Microtechnique                  | 158      | Thise                   | Découpage, emboutissage |
| NP Simonin                           | 155      | Beure                   | Découpage, emboutissage |
| Diehl Auge Découpage SAS             | 150      | Besançon                | Découpage, emboutissage |
| Manufacture Jean Rousseau            | 139      | Pelousey                | Fabrication d'articles de voyage et de maroquinerie |
| Sophysa                              | 135      | Besançon                | Fabrication d'appareils médicochirurgicaux |
| Micro-Mega                           | 125      | Besançon                | Fabrication d'appareils médicochirurgicaux |
| Defta Airax                          | 121      | Chemaudin et Vaux       | Fabrication d'équipements automobiles |
| Mantion                              | 120      | Besançon                | Fabrication de serrures et de ferrures |
| Papeterie Zuber Rieder               | 119      | Boussières              | Fabrication de papier et de carton |
| CGR PMPC                             | 116      | Boussières              | Fabrication de pièces techniques en matières plastiques |
| SMB                                  | 116      | Besançon                | Horlogerie |
| Grupo Antolin Besançon               | 115      | Chalezeule              | Fabrication d'appareils d'éclairage |
| Sopil                                | 114      | Pirey                   | Découpage, emboutissage |
| Stanley Black & Decker Manufacturing | 114      | Besançon                | Fabrication d'outillage mécanique |
| Berry Superfos Besançon              | 111      | Besançon                | Fabrication d'emballages en matières plastiques |
| Dimeco                               | 111      | Pirey                   | Fabrication de machines-outils à métaux |
| Alliance                             | 109      | Saint-Vit               | Forge, estampage, matriçage |
| Scoder                               | 101      | Pirey                   | Découpage, emboutissage |

### Emploi
Grand Besançon Métropole comptait 17 050 établissements actifs au 31 décembre 2015, représentant 93 585 emplois. La commune de Besançon concentre à elle seule 75 % des emplois de la communauté urbaine.
En 2017, le taux de chômage des 15-64 ans dans la communauté urbaine s'élevait à 9,4 % et à 8,4 % pour l'ensemble de la zone d'emploi de Besançon, tandis qu'à l'échelle de la France métropolitaine et de la région Bourgogne-Franche-Comté, les taux de chômage pour la même année s'élevaient respectivement à 9,9 % et 9,3 %.

### Zones d'activités économiques
Le développement économique est une des compétences obligatoires des communautés urbaines. Grand Besançon Métropole participe ainsi à l'aménagement de zones d'activités, soit 56 au total, parmi lesquelles, :

#### Technopole Temis

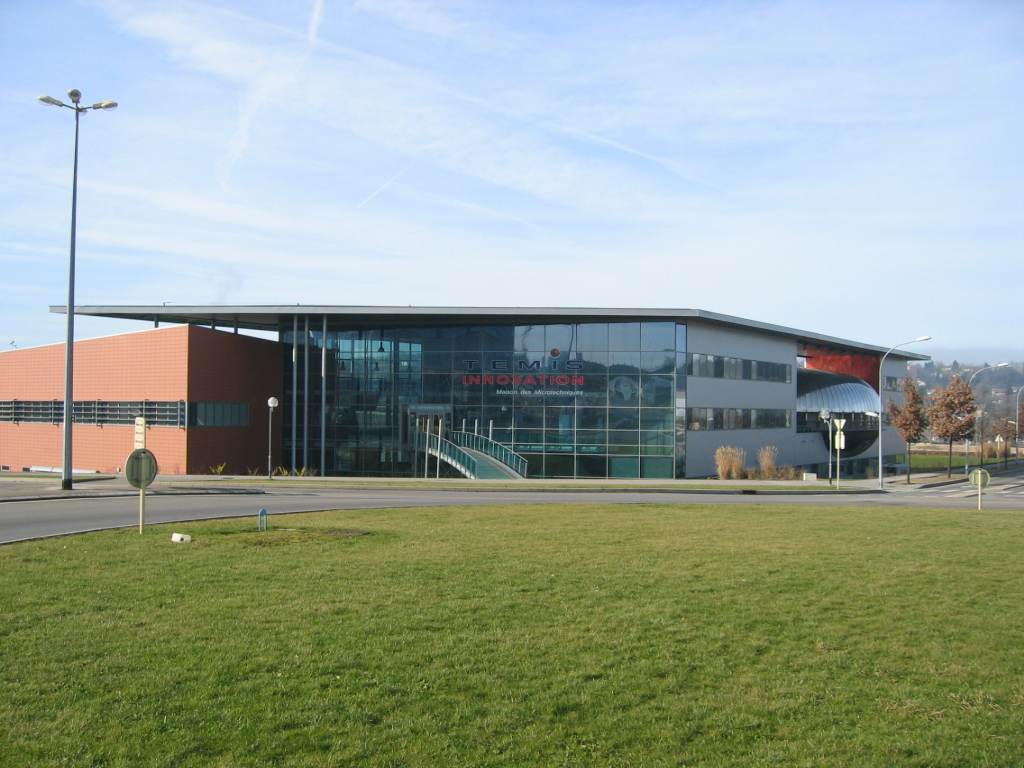
La maison des microtechniques à Temis.

Située au nord-ouest de Besançon, Temis (acronyme pour technopole microtechnique et scientifique) est une technopole spécialisée dans les microtechniques. Elle est intégrée au Pôle des microtechniques, un pôle de compétitivité national créé en Franche-Comté en 2005.
Temis accueille notamment l'École nationale supérieure de mécanique et des microtechniques (Supmicrotech), qui compte 900 élèves ingénieurs, ainsi que le siège de l'institut FEMTO-ST, institut de recherche public dans les domaines de l'ingénierie et de la physique appliquée, associé au CNRS et qui compte 700 chercheurs.
En 2015 a été créé le parc d'innovation Temis Santé dans le quartier des Hauts-du-Chazal, à proximité du centre hospitalier universitaire, conçu pour les entreprises et laboratoires des secteurs de la santé, du biomédical, des biotechnologies, de l'appareillage médicochirurgical et de la télésanté.

#### Parcs d'activités
La Nouvelle-Ère est un parc d'activités en plein développement situé à proximité de la gare de Besançon Franche-Comté TGV, au nord-ouest de Besançon sur la commune des Auxons. D'une surface de 25 hectares, il a une vocation tertiaire, accueillant essentiellement des bureaux et des activités de production légères.
La zone d'activités du Noret se situe au sud de l'agglomération, sur la commune de Mamirolle, le long de la route nationale 57 reliant Besançon à la Suisse. Elle accueille sur 9 hectares des activités artisanales, industrielles et de services, et est amenée à devenir la porte économique de Besançon depuis la Suisse et le Haut-Doubs.
Développé depuis 1988 à l'ouest de Besançon, dans le quartier de Planoise, le parc La Fayette accueille sur 60 hectares des activités industrielles, tertiaires et de services aux entreprises.
Grand Besançon Métropole aménage également un concept de parcs d'activités baptisés « Eurespace » (contraction d'Europe et d'espace). Au nombre de quatre, ils se situent à proximité immédiate de l'échangeur de Besançon-Ouest de l'autoroute A36 :
- l'Eurespace Parc de l'Échange, situé autour de l'échangeur de Besançon-Ouest, sur la commune de Chemaudin et Vaux, accueille sur 19 hectares des activités essentiellement industrielles et tertiaires ;
- l'Eurespace Serre-les-Sapins, d'une surface de 26 hectares, est à vocation industrielle, logistique, artisanale et tertiaire ;
- l'Eurespace Dannemarie-Chemaudin, d'une surface de 21,5 hectares, est à vocation industrielle, logistique et artisanale ;
- l'Eurespace Pouilley-les-Vignes accueille quant à lui sur 7 hectares des activités artisanales et de services.

#### Zones commerciales

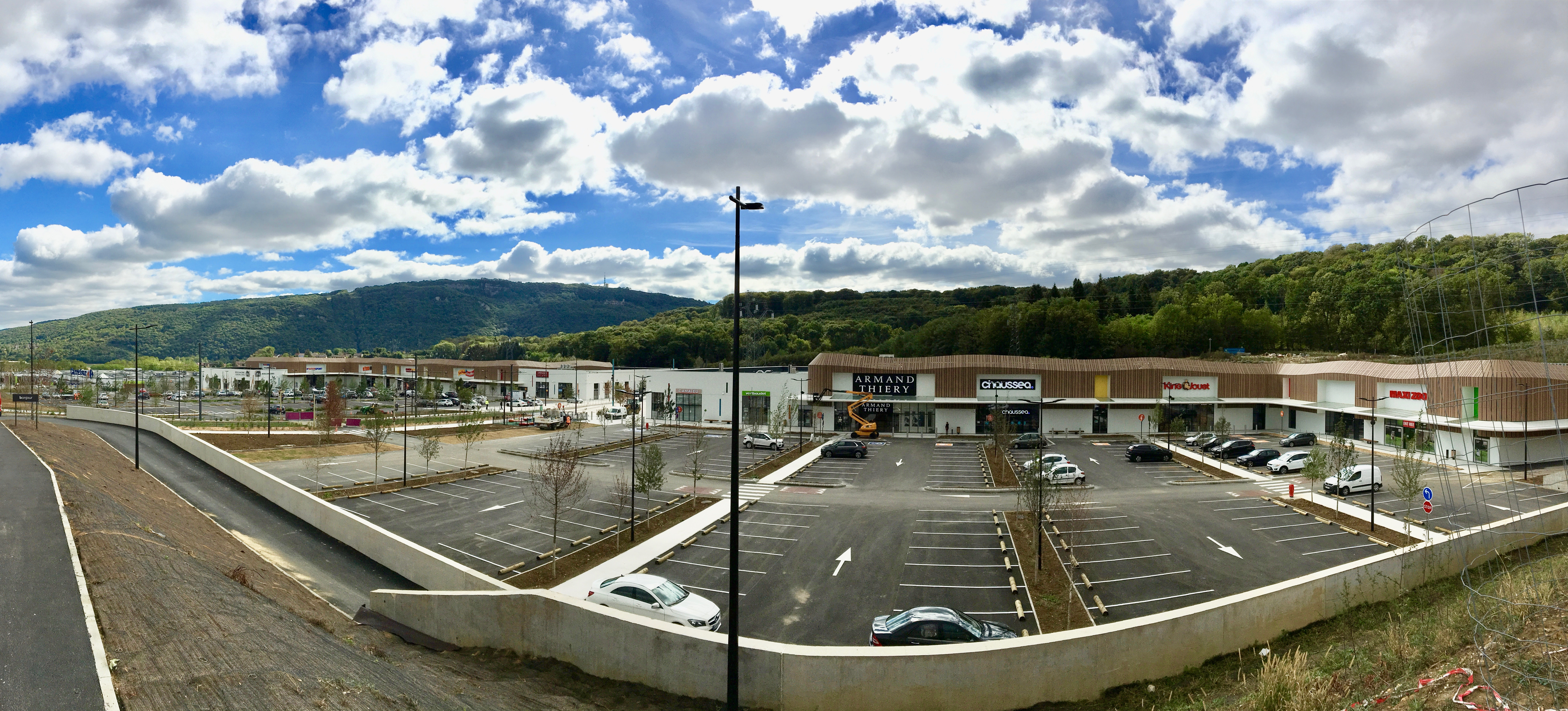
La zone commerciale des Marnières, à Chalezeule.

Grand Besançon Métropole compte trois zones commerciales en périphérie. Située à l'ouest de Besançon, Châteaufarine est la plus grande de l'agglomération, connue pour son centre commercial du même nom, l'un des plus grands de la région avec 90 boutiques. L'Espace Valentin est une zone commerciale située au nord de Besançon sur les communes de Châtillon-le-Duc, École-Valentin et Miserey-Salines, autour de l'autoroute A36. Enfin, la zone des Marnières, située à la sortie nord-est de Besançon, sur le territoire de la commune de Chalezeule, regroupe plusieurs dizaines de grandes surfaces spécialisées, ainsi qu'un centre commercial, le troisième de l'agglomération après celui de Châteaufarine et de l'Espace Valentin.

## Projets et réalisations
Grand Besançon Métropole a contribué à la réalisation de nombreux projets depuis 2001, dont la scène de musiques actuelles La Rodia, la LGV Rhin-Rhône et la gare de Besançon Franche-Comté TGV, inaugurées en 2011, la gare d'École-Valentin et la Cité des Arts, inaugurées en 2013, le tramway de Besançon, mis en service en 2014, une ligne de bus à haut niveau de service, entrée en service en 2017, ou encore la requalification de la zone commerciale des Marnières à Chalezeule, terminée en 2018.
Le 8 janvier 2020 est inaugurée la salle Marie Paradis, une nouvelle salle d'escalade moderne, projet porté à hauteur de 1,3 million d'euros (sur 3,7) par la communauté urbaine. Cet investissement dote Besançon d'une salle d'escalade homologuée au niveau international en vitesse et en bloc, et classée en difficulté au niveau national. En 2023, il permet également à la ville d'être labellisée « centre de préparation aux Jeux » en escalade.
La communauté urbaine, compétente concernant la réalisation des infrastructures routières déclarées « d'intérêt communautaire » sur son territoire, a réalisé le réaménagement de l'entrée Est de Besançon. Par ailleurs, elle contribue financièrement et techniquement à la réalisation du contournement routier de Besançon par la RN 57 avec l'État, la région Bourgogne-Franche-Comté et le département du Doubs.
Le 26 juin 2018, Grand Besançon Métropole a présenté son projet de territoire baptisé « Action Grand Besançon ». Il s'articule autour de 14 grands projets structurants et prioritaires, dont la création d'une cité internationale des savoirs et de l'innovation dans l'ancien hôpital Saint-Jacques, la réalisation d'une halte ferroviaire à l'ouest de Besançon, desservant le centre hospitalier universitaire et le quartier des Hauts-du-Chazal, ou encore le développement des sports de pleine nature et la création du salon Grandes Heures Nature à destination des professionnels et du grand public.
De nouvelles zones d'activités doivent également voir le jour ces prochaines années, dont le parc d'activités tertiaires des Portes de Vesoul, au nord de Besançon, et la zone d'activités de Marchaux-Chaudefontaine, à proximité de l'échangeur autoroutier de Besançon-Est.

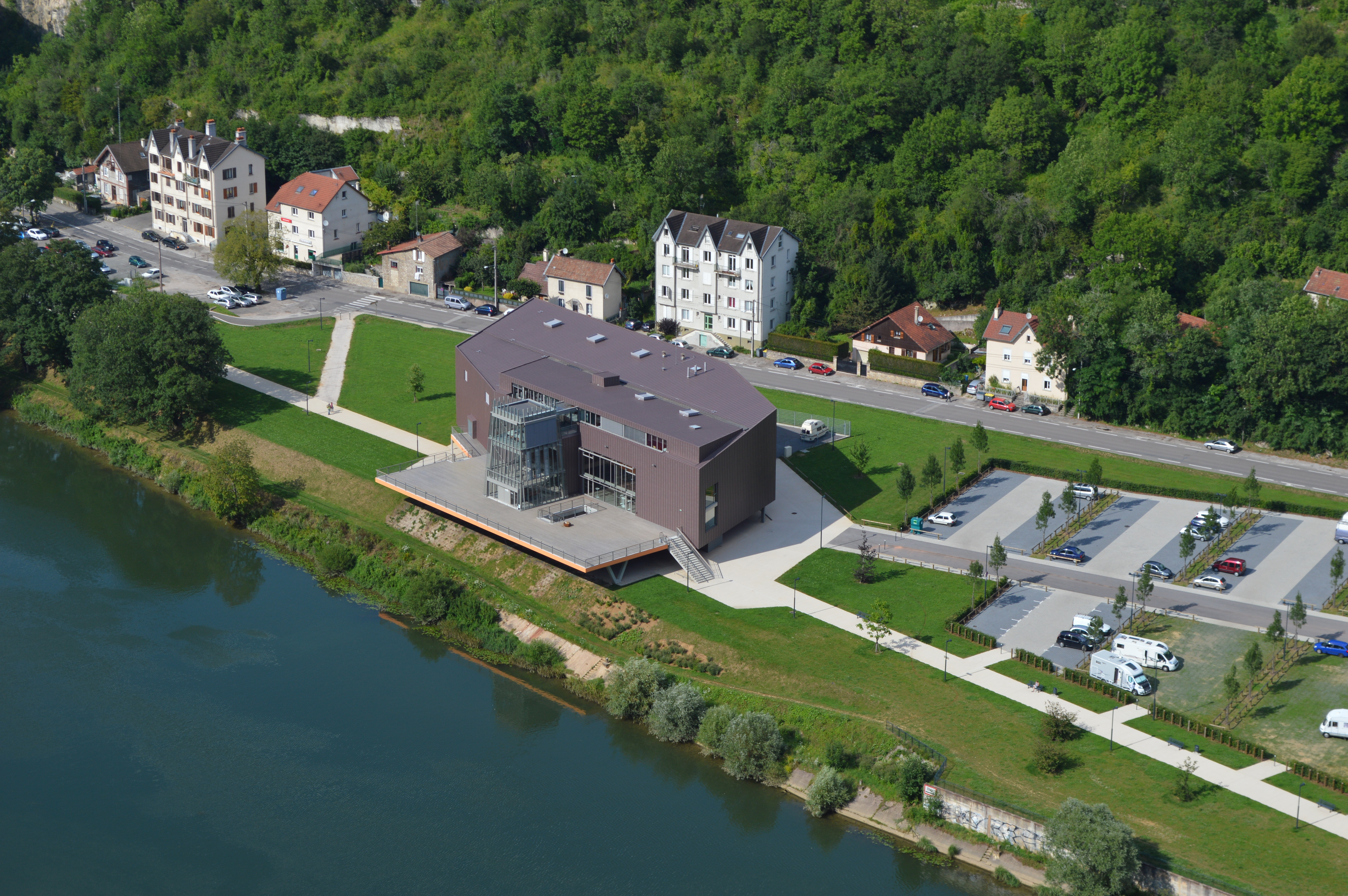
La Rodia, scène de musiques actuelles de Besançon.
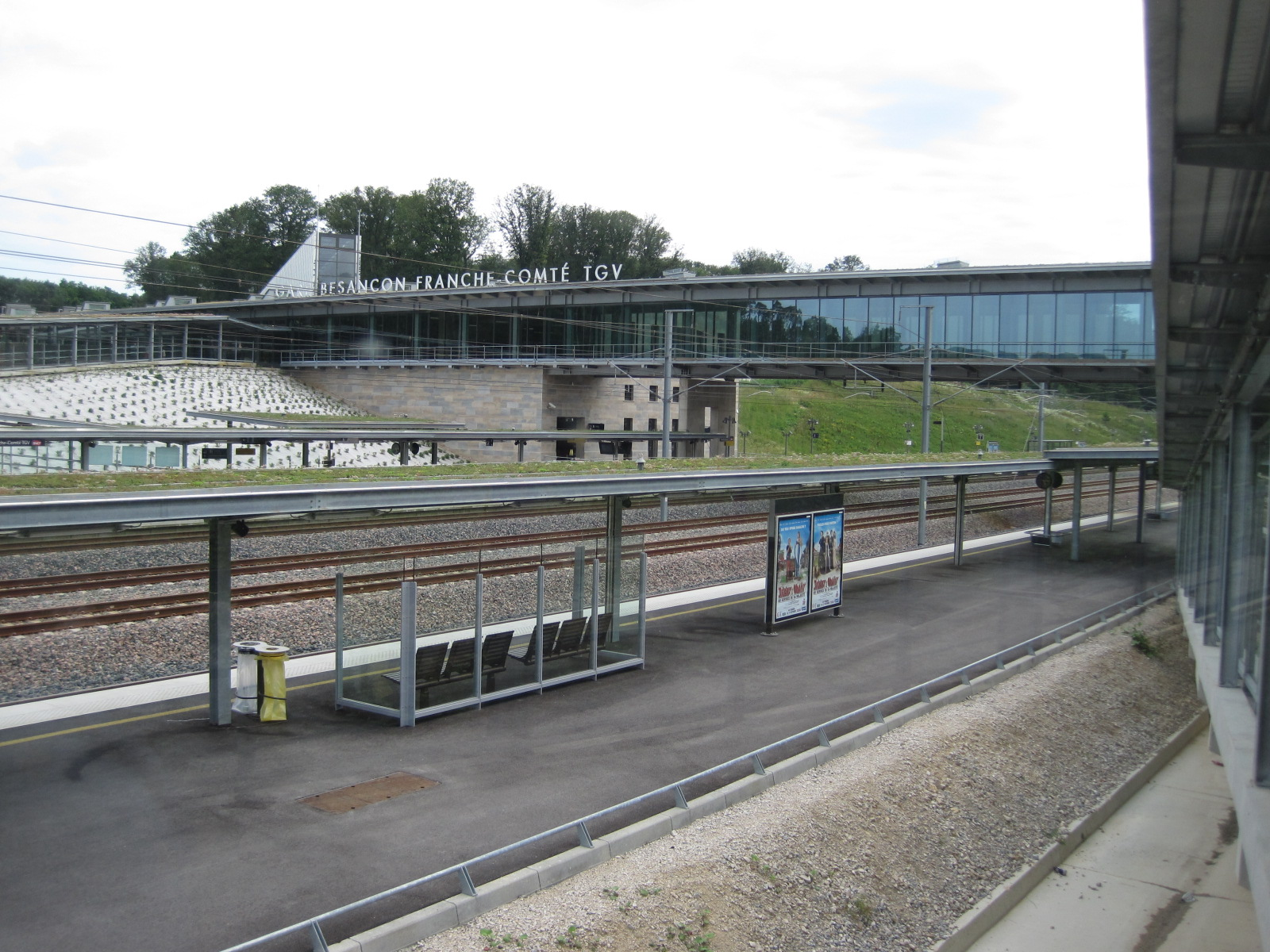
La gare de Besançon Franche-Comté TGV aux Auxons.
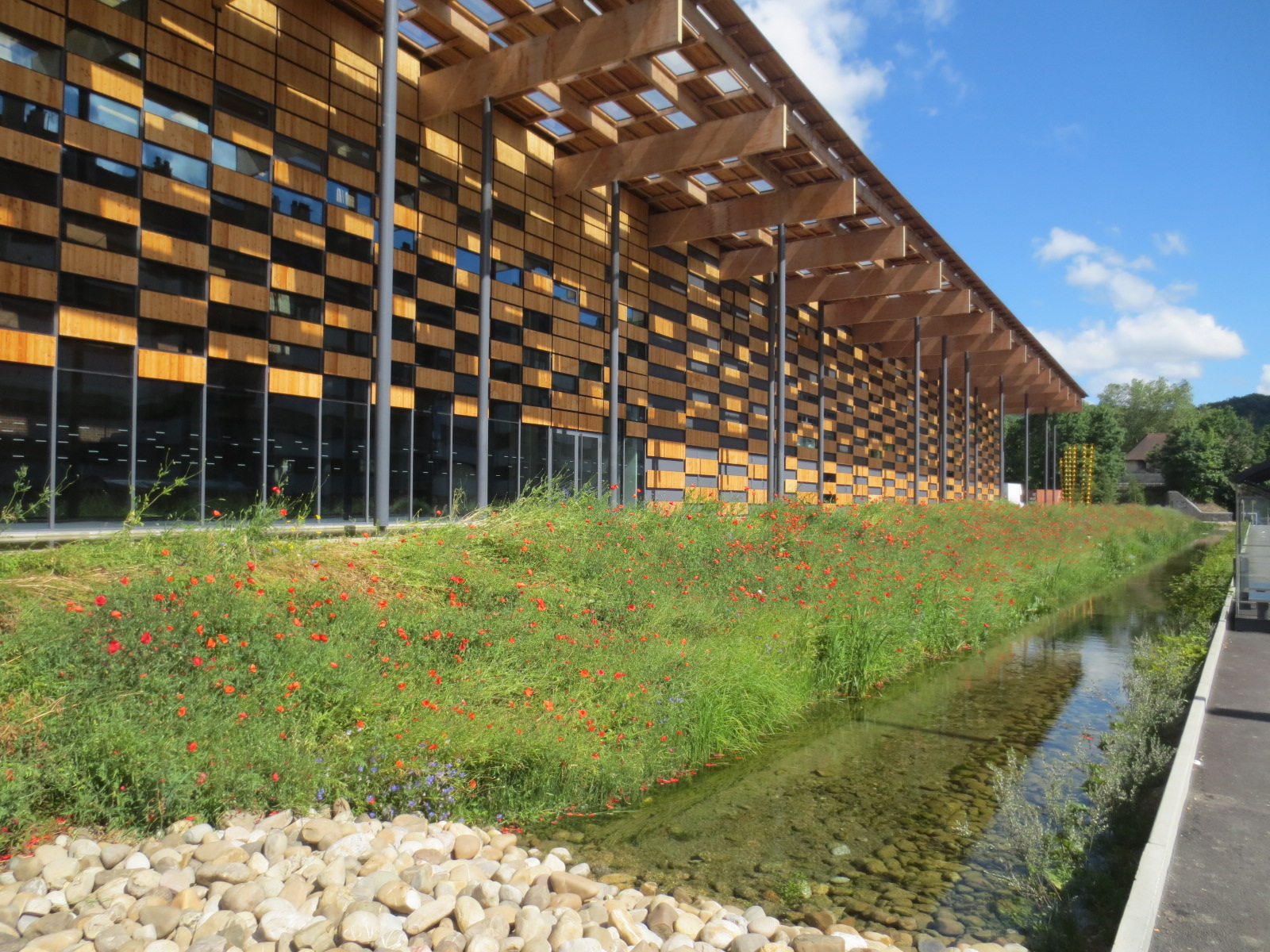
La Cité des Arts.
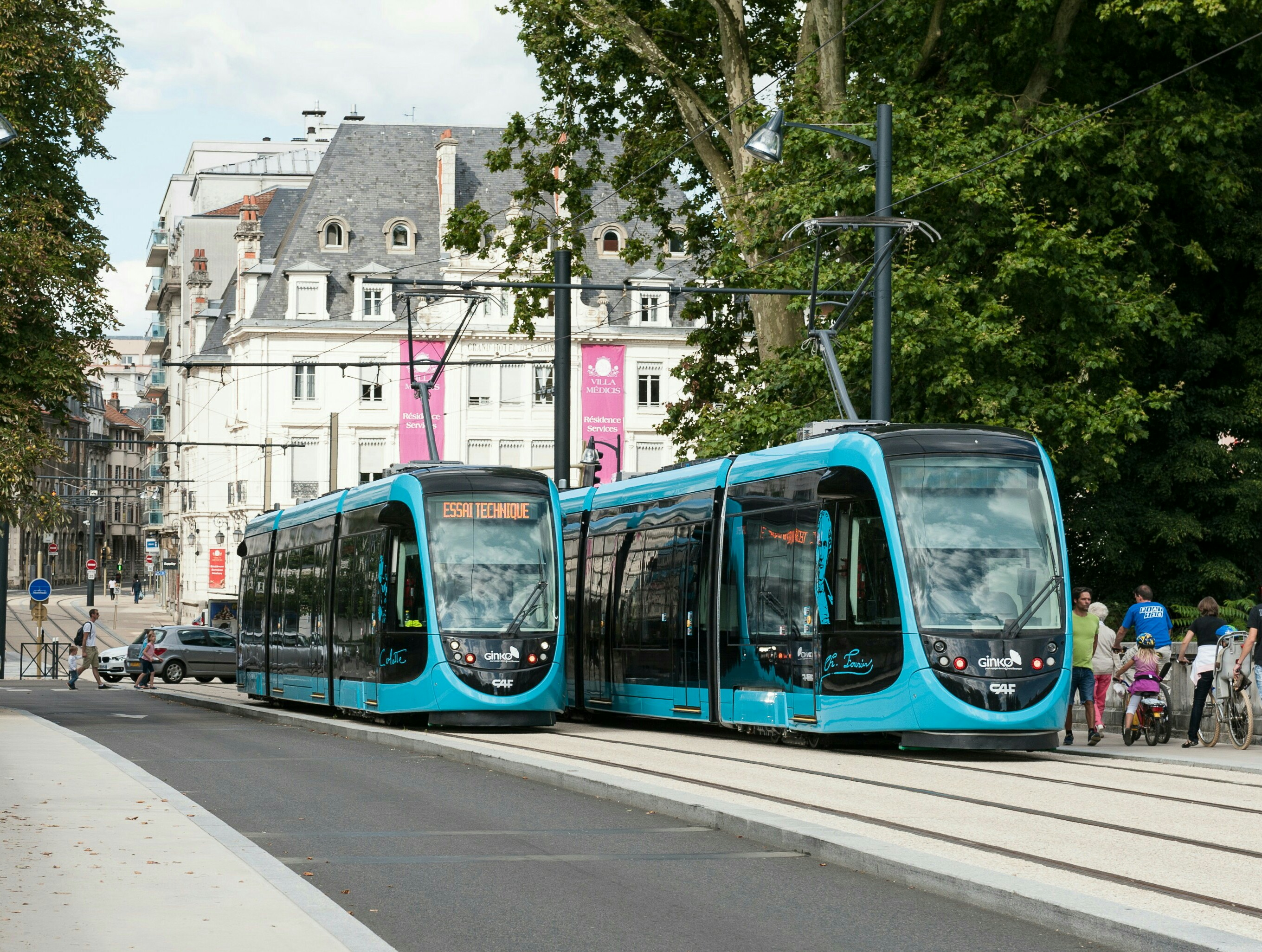
Le tramway de Besançon sur le pont de la République.
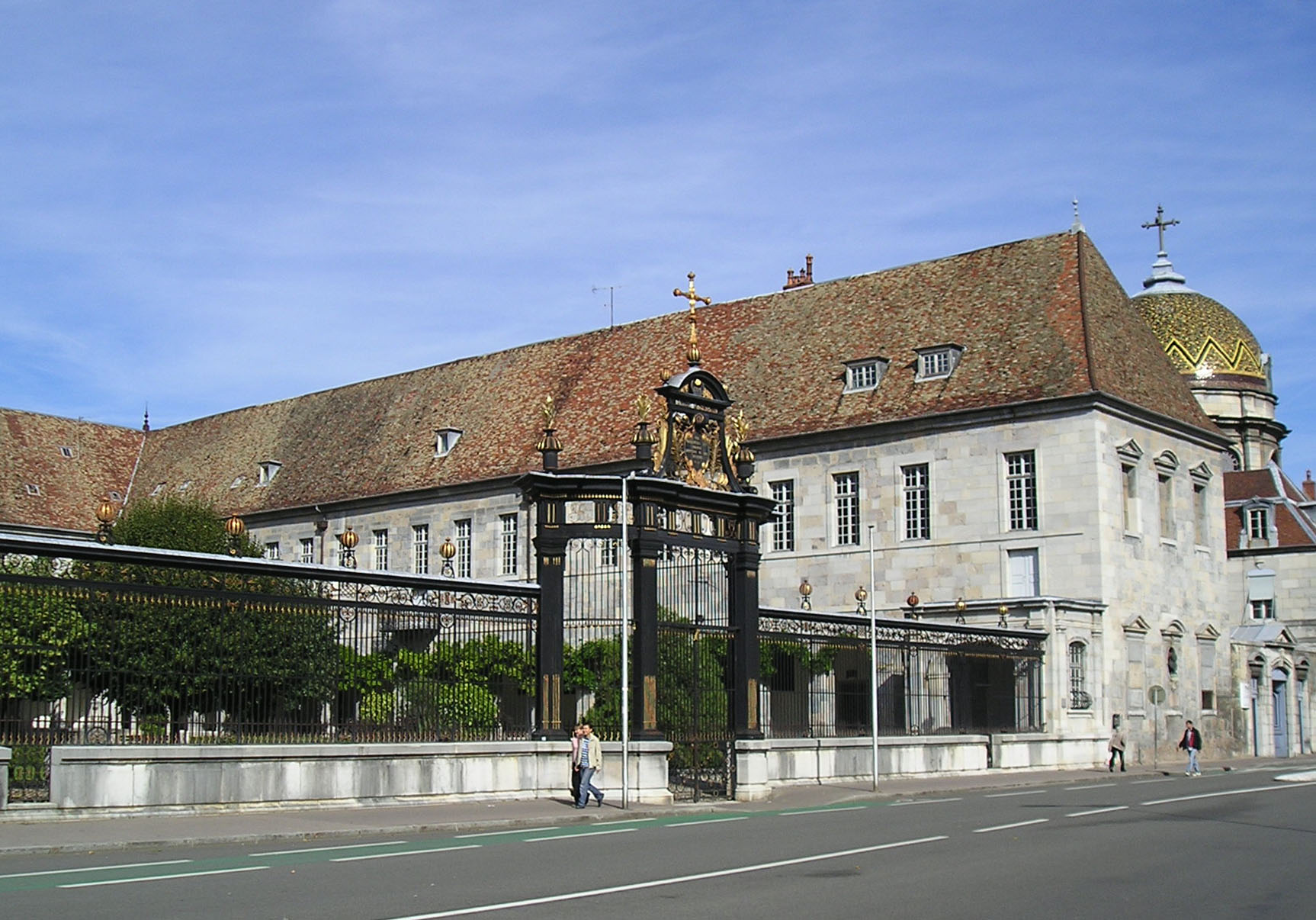
L'hôpital Saint-Jacques, future cité des savoirs et de l'innovation.